# Amalfi
Amalfi  ist eine Kleinstadt mit 4626 Einwohnern (Stand 31. Dezember 2023) in Italien in der Provinz Salerno in der Region Kampanien.

## Geografie

### Lage
Amalfi liegt am Golf von Salerno am Tyrrhenischen Meer 26 km westlich von Salerno und 73 km südöstlich von Neapel. Die Stadt liegt an einer steilen Felsenküste,  der Amalfiküste, die von der UNESCO zum Weltkulturerbe erklärt wurde, und erstreckt sich von der Küste in ein enges Tal der Monti Lattari hinein, die die Halbinsel von Sorrent einnehmen. Die eigentliche Stadt kann nur eine Fläche von rund 3 km² zur Bebauung nutzen.

### Ortsteile
Zur Gemeinde Amalfi gehören auch Lone, Pastena, Vettica, Pogerola und Tovere. 

### Nachbargemeinden
Die Nachbargemeinden sind Atrani, Ravello und Positano.

### Region
Amalfi gehört zum Süd-Centrum-System (SC) Europas. Die nächste „Nebenmetropole“ ist Neapel, Salerno die nächste „Landeszentrale“ und Provinzhauptstadt.

## Geschichte

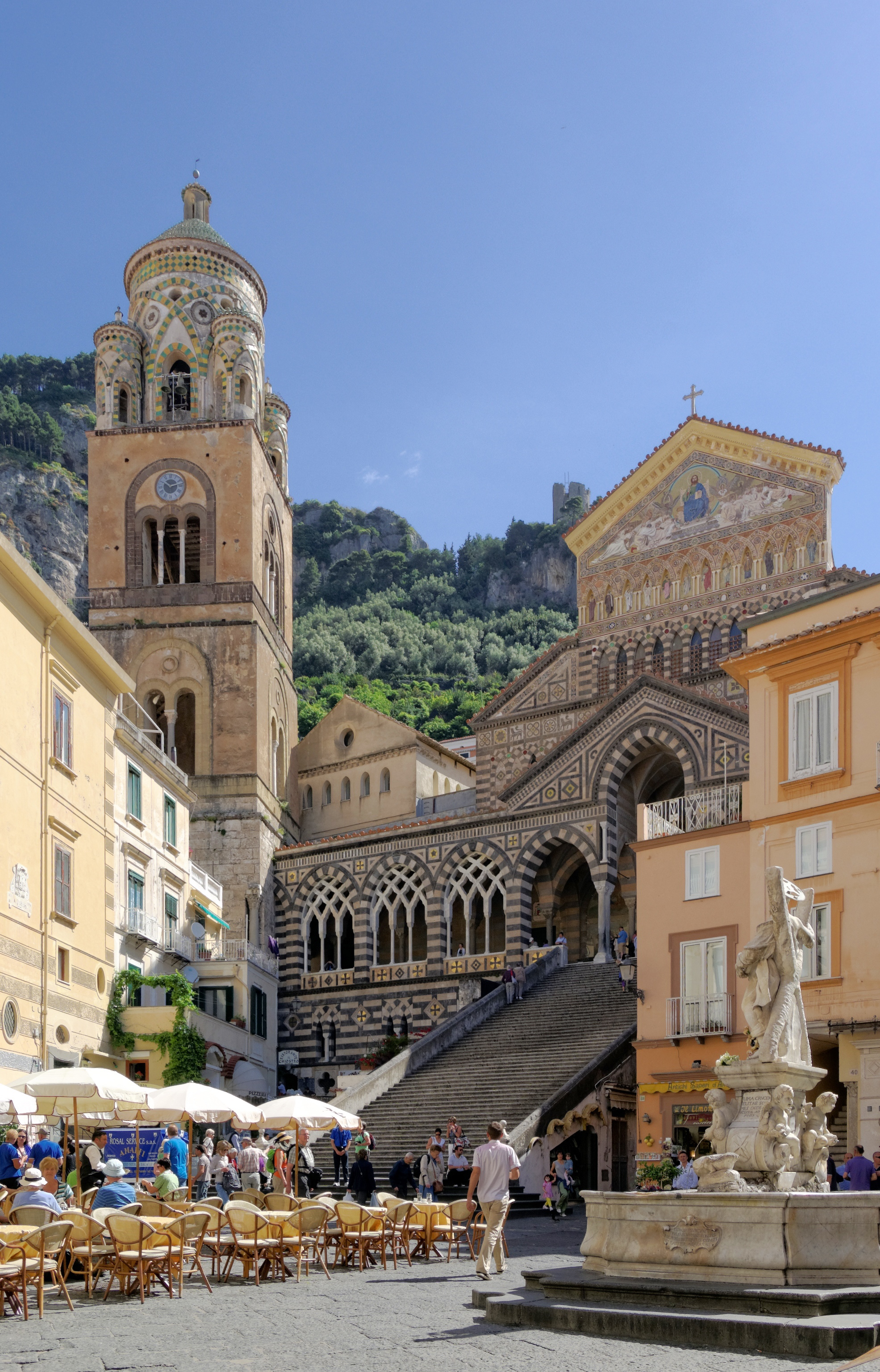
Domplatz mit Andreasbrunnen

### Gründung ungewiss
Nicht gesicherten Informationen zufolge wurde Amalfi 320 n. Chr. von Soldaten Kaiser Konstantins gegründet. Diese kamen aus dem adriatischen Küstenort Melphe (a Melphe = von Melphe), wovon sich der Name Amalfi ableiten soll. 

### 5. bis 12. Jahrhundert
Durch den Mangel an fruchtbarem Ackerland wandten sich die Amalfitaner früh dem Meer und damit dem Seehandel zu. Seit dem 6. Jahrhundert unterstand die Stadt dem Exarchat von Ravenna, genoss aber aufgrund ihrer Bedeutung für Byzanz weitgehende Autonomie. Im 9. Jahrhundert erlangte die Stadt schließlich ihre Eigenstaatlichkeit. Durch geschicktes Taktieren mit den umgebenden Mächten (Byzantinern, Langobarden, dem Kaiser und dem Papst) gelang Amalfi der Aufstieg zu einer der führenden Mächte Italiens. 846 schickte die Stadt Schiffe zur Verteidigung Roms. Zusammen mit den Flotten von Neapel und Gaeta gelang es, die Sarazenen bei Ostia zu schlagen. Amalfi wurde in der Folge die erste der sogenannten Seerepubliken (neben Genua, Pisa, Venedig, Ancona, Gaeta, Noli und Ragusa).
Amalfitanische Kaufleute unterhielten Stützpunkte in allen Metropolen des Mittelmeers, zum Beispiel in Córdoba, Antiochia, Kairo, Konstantinopel und Durazzo. Im 10. Jahrhundert war Amalfi Drehscheibe im Handel zwischen Orient und Okzident. Arabische Reisende rühmten sie als „reichste und glanzvollste Stadt“ im Langobardenreich. Zu dieser Zeit hatte die Republik Amalfi, die auch die Nachbarorte Atrani, Ravello, Scala, Minuto, Maiori und Minori umfasste, weit über 50.000 Einwohner.
Amalfi entwickelte die erste Seerechtskodifikation Italiens, die Tabula Amalphitana, welche noch weit über die Lebenszeit der Seerepublik hinaus Gültigkeit im ganzen Mittelmeerraum besaß. Amalfi prägte eigene Münzen und war im ganzen Mittelmeer bekannt für seine Schiffswerften.
Im 11. Jahrhundert, auf dem Höhepunkt seiner ökonomischen Macht, wurde Amalfi von den Normannen bedroht und gleichzeitig durch innere Unruhen geschwächt. 1073 eroberte der Normanne Robert Guiskard die Stadt. Infolgedessen verlor Amalfi seine Bedeutung hauptsächlich an Venedig. Zwei verheerende pisanische Angriffe 1135 und 1137 beendeten schließlich Amalfis Glanzzeit.
Der zerstörte Handel blühte wieder auf. Während im westlichen Genua und im adriatisch-östlichen Mittelmeer Venedig aufstiegen, entwickelten Amalfi und Salerno zu dem muslimischen Sizilien und nach Nordafrika bemerkenswerten Handel. In der Levante entstanden Handelszentren nach den Eroberungen der Kreuzfahrer.

### 13. bis 19. Jahrhundert
Ein durch ein Erdbeben ausgelöster Tsunami, den Francesco Petrarca in seinen Epistolae familiares beschrieb, ließ am 25. November 1343 Teile der Stadt buchstäblich im Meer versinken.  Politisch folgte die Abhängigkeit von Pisa. 1582 kam Amalfi zum Königreich Neapel und teilte dessen Schicksal bis zum Untergang der Bourbonenherrschaft im Jahr 1860. Infolge ihrer abgelegenen geographischen Lage verlor die Stadt während des 17. und 18. Jahrhunderts weiter an Bedeutung; bis zur Mitte des 19. Jahrhunderts war sie überdies nur auf dem Seeweg zu erreichen. Teilweise wurde Amalfi von Piraten als Versteck oder Raststation genutzt. Die Produktion von Papier in den Wassermühlen des Mühltals von Amalfi und die Herstellung von Pasta bildeten in dieser Zeit die wichtigsten Erwerbszweige. 
In den Jahren 1875/1876 besuchte der dänische Landschaftsmaler Carl Frederic Aagaard anlässlich einer ausgedehnten Studienreise u. a. Amalfi. In dieser Zeit entstanden eine Reihe bekannter Ölgemälde von Stadt- und Landschaft.

### Ab dem 20. Jahrhundert

#### Tourismus
Mit dem Aufblühen des Tourismus ab der Mitte des 20. Jahrhunderts erholte sich die Wirtschaft der Stadt, neue Unterkünfte und Freizeitangebote ließen die Besucherzahlen in den Sommermonaten enorm steigen.

#### Cittaslow
Die Stadt ist Mitglied der Cittàslow, einer 1999 in Italien gegründeten Bewegung zur Entschleunigung und Erhöhung der Lebensqualität in Städten durch Umweltpolitik, Infrastrukturpolitik, urbane Qualität, Aufwertung der autochthonen Erzeugnisse, Gastfreundschaft, Bewusstsein und landschaftliche Qualität.

## Sehenswürdigkeiten
- Das Stadtbild beeindruckt durch seine Anlage an einem steilen Hang.
- Der Dom von Amalfi aus dem 10. Jahrhundert ist die Kathedrale des Erzbistums Amalfi-Cava de’ Tirreni. Im 13. Jahrhundert wurde er in den arabisch-normannischen Stil umgewandelt, später im Barockstil. Im 18. Jahrhundert erhielt der Dom die farbige Mosaikfassade. 1891 wurde er nach den Entwürfen des Architekten Enrico Alvino fertiggestellt. Das Gesamtbauwerk besteht aus dem Paradieskreuzgang, der Kruzifixbasilika mit dem Diözesanmuseum (Museo Diocesano di Amalfi), der Krypta und der eigentlichen Kathedrale. Der Innenbau der Kathedrale (Cattedrale di Sant’Andrea) wurde dreischiffig angelegt. In seiner Krypta werden die Gebeine des Apostels Andreas, des Schutzpatrons von Amalfi, aufbewahrt. Der Dom gilt als das symbolische und touristische Zentrum von Amalfi.[4]

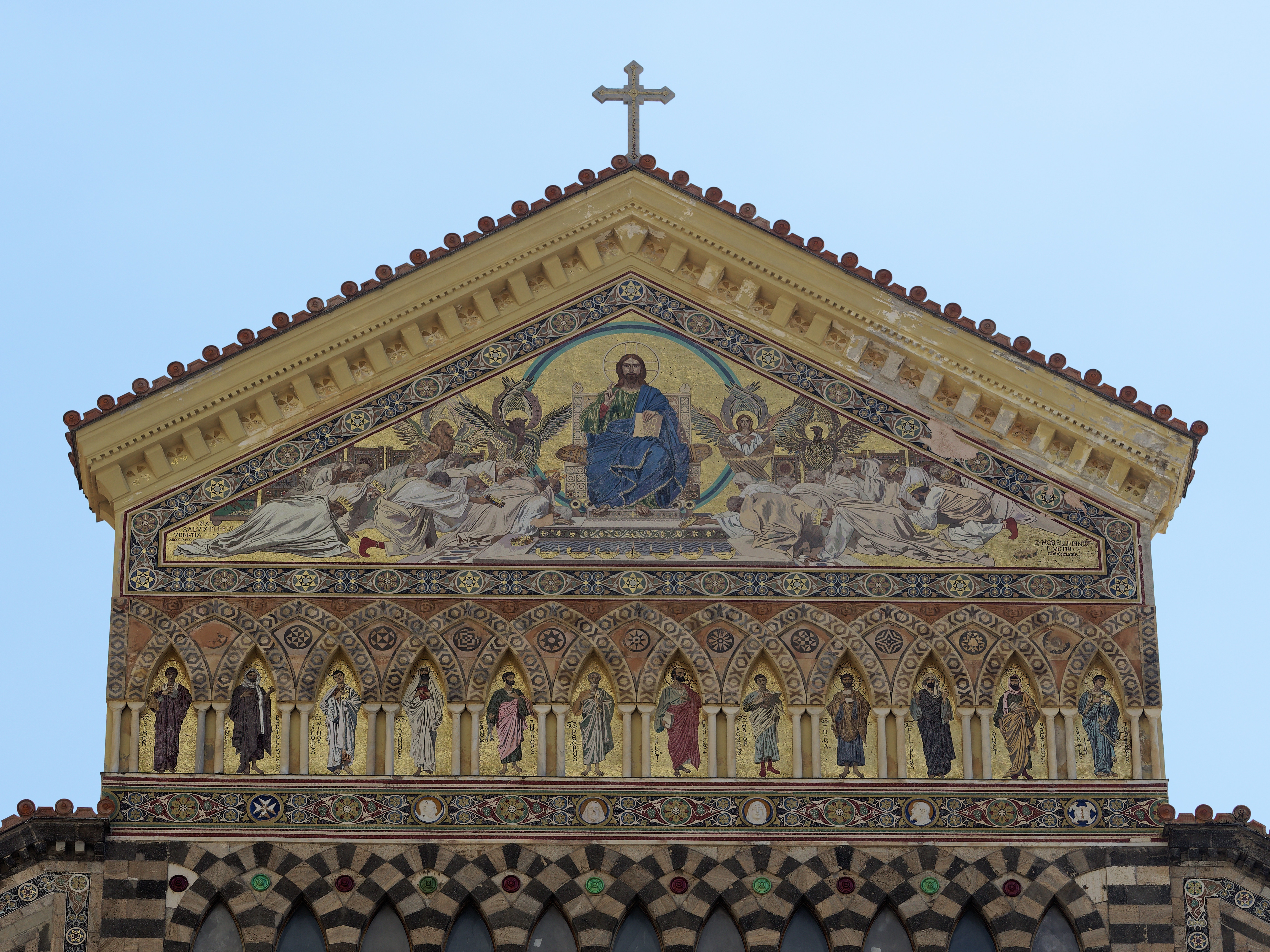
Mosaik in der Schaufassade
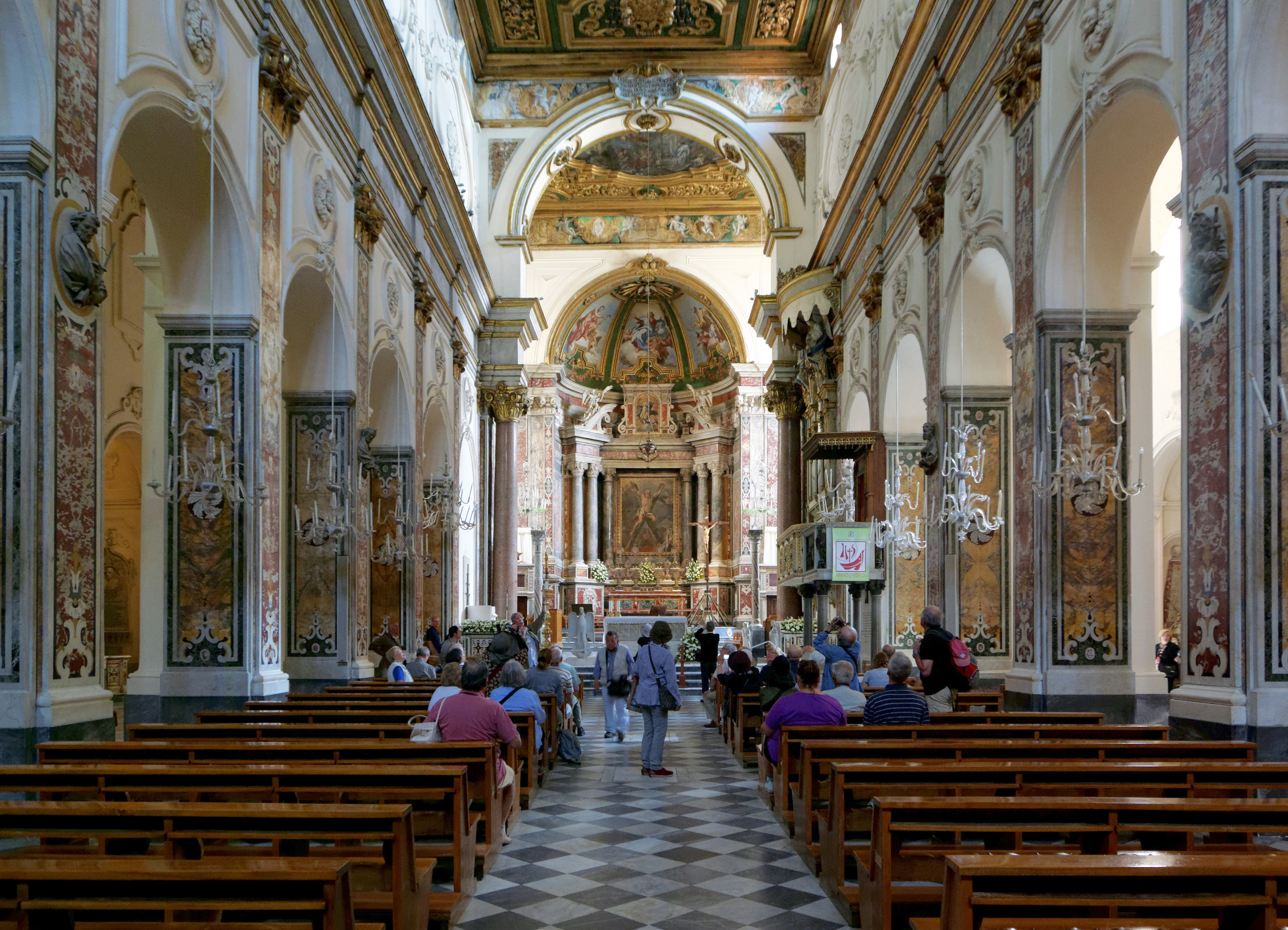
Dom von Amalfi, Innenansicht
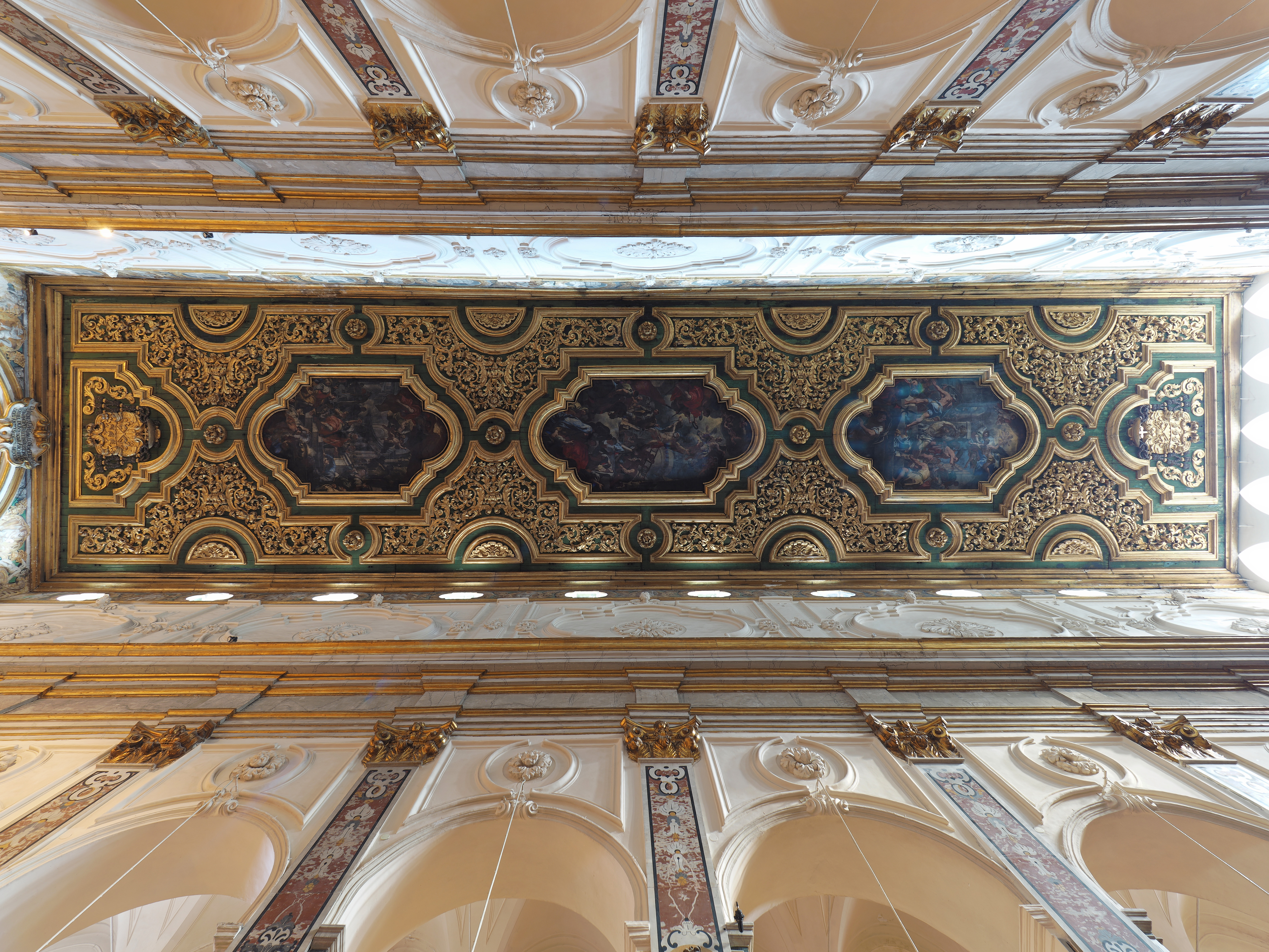
Deckengemälde
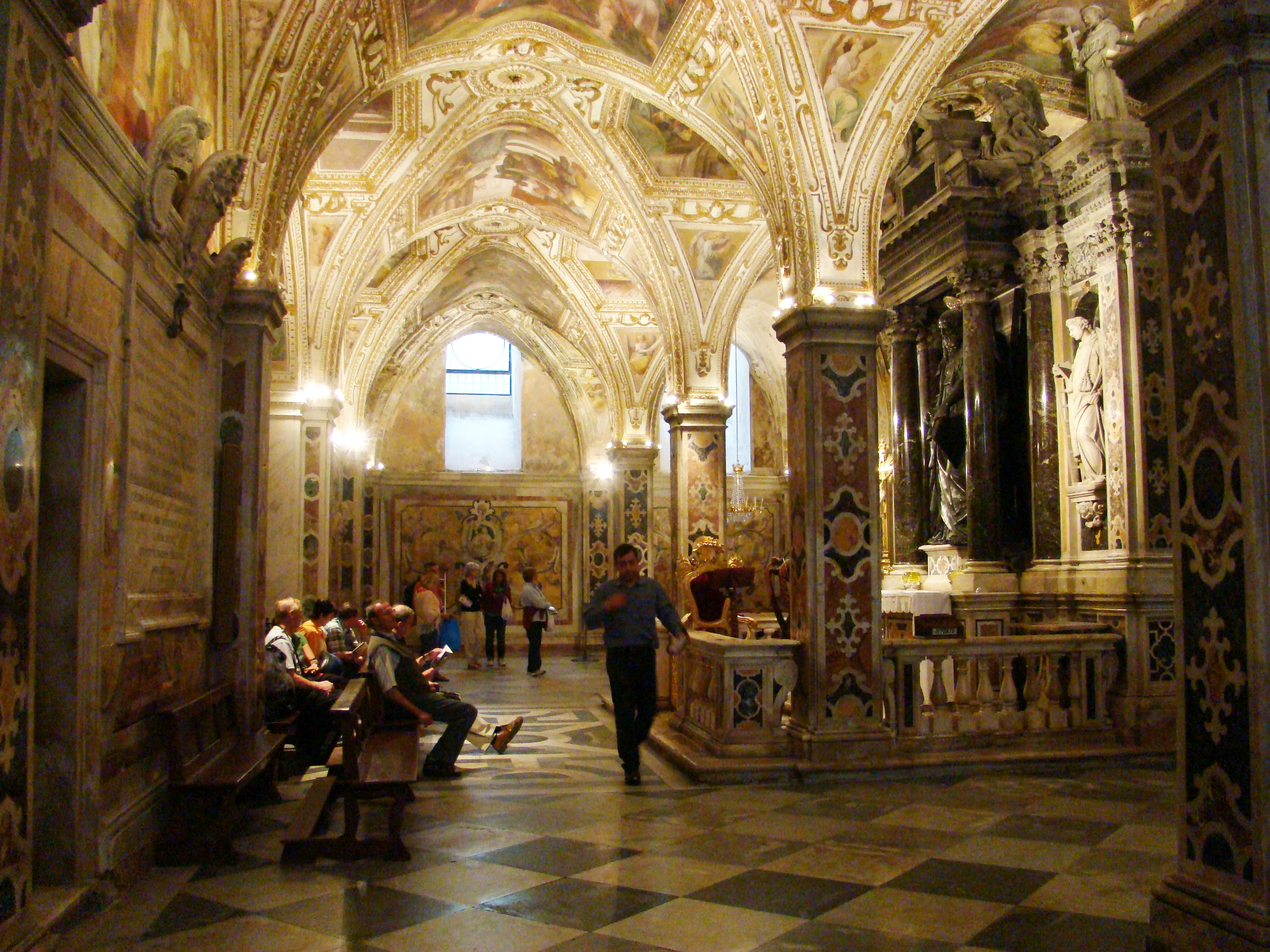
Krypta im Dom von Amalfi
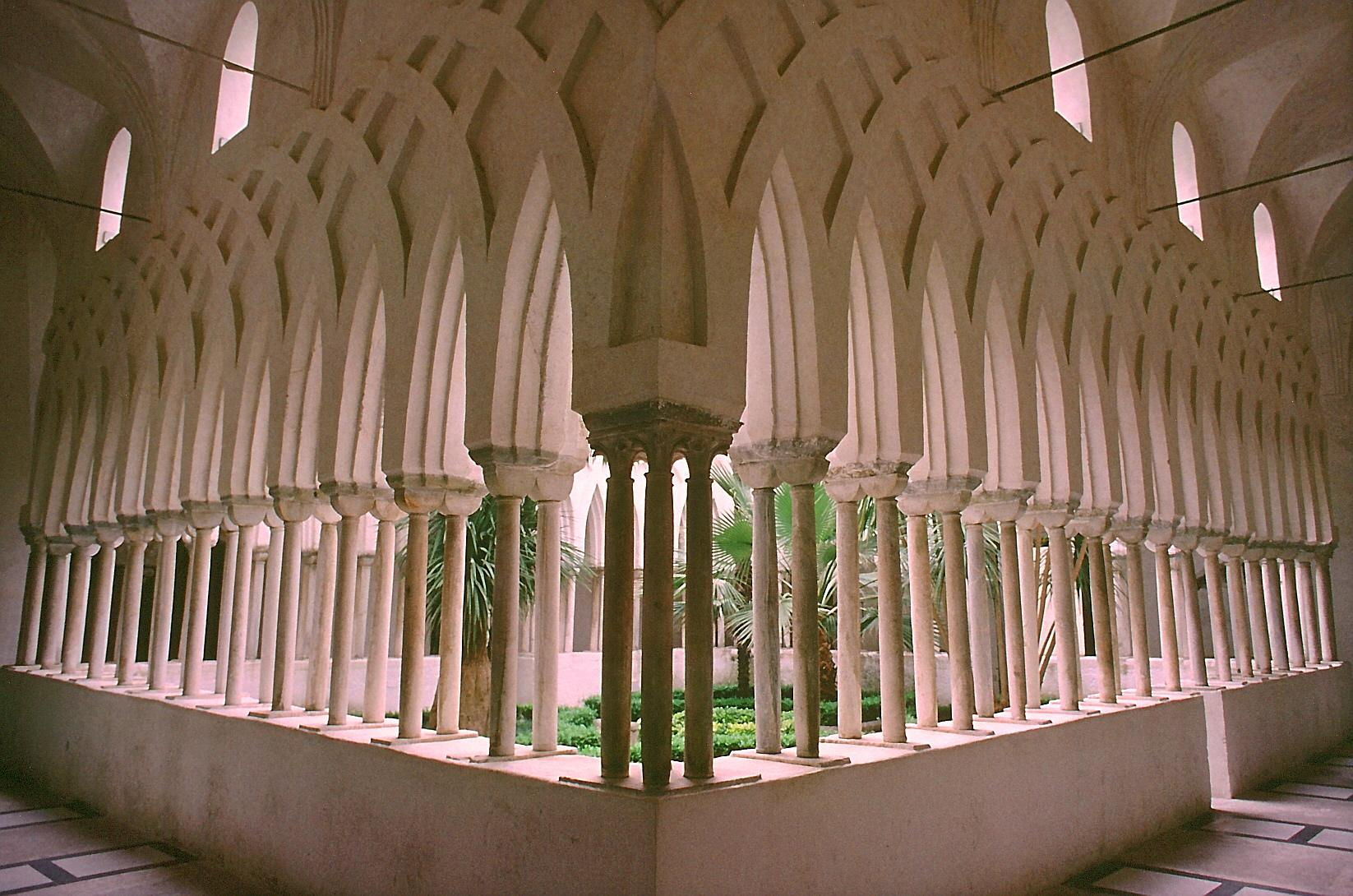
Paradieskreuzgang (Chiostro del paradiso)
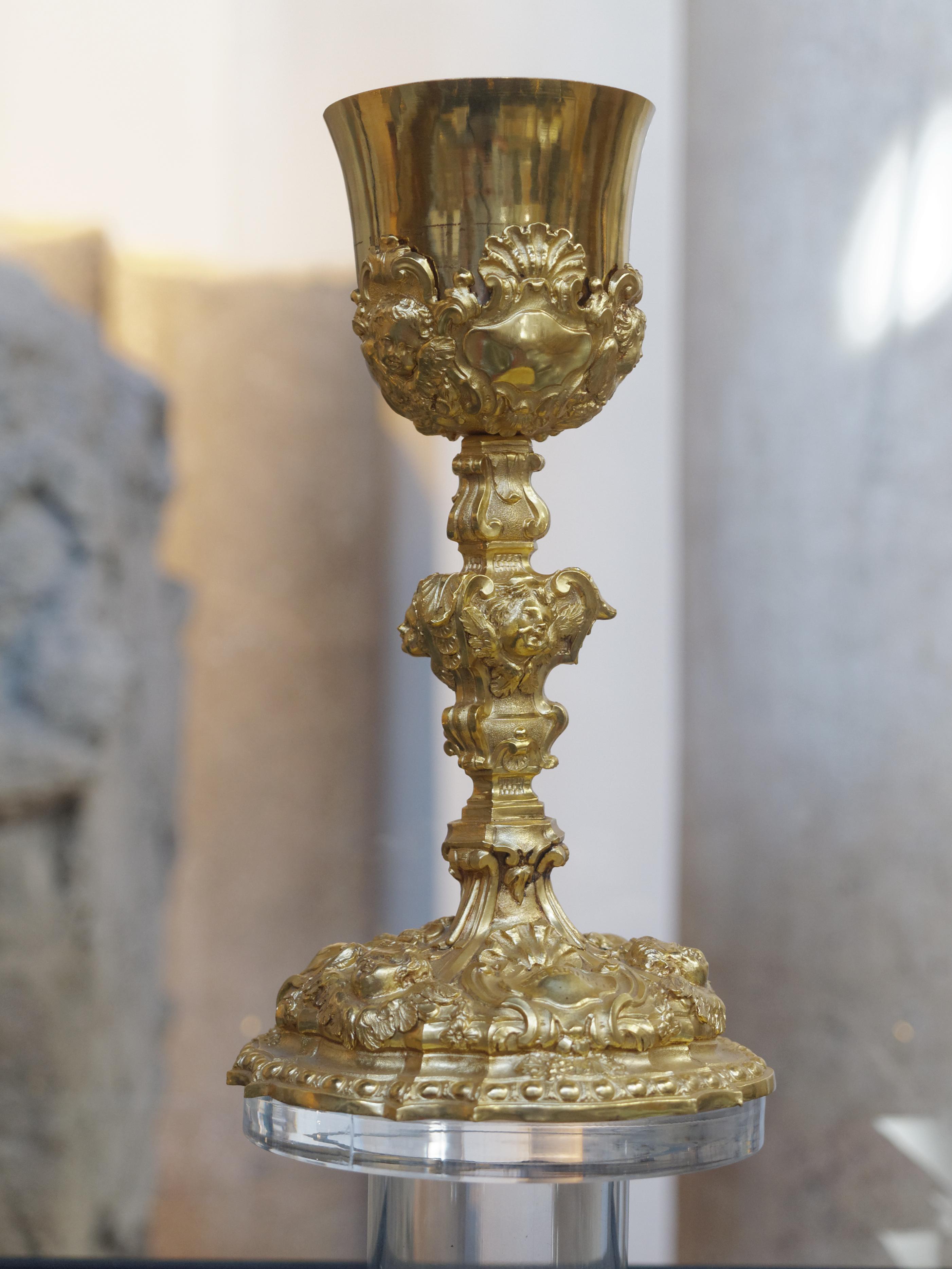
Messkelch im Diözesanmuseum

- Bürgermuseum (Palazzo Municipio) im Rathaus, dokumentiert die umfangreiche Geschichte der Stadt
- Alte Schiffswerft (Corso Roma), hier ist vor allem die Geschichte der Seefahrt herausgearbeitet; das als Museum umfunktionierte Werftgebäude ist das einzige seiner Art, das in Süditalien erhalten ist[4]
- Eine überdachte und überbaute Straße (Supportico Sant'Andrea)
- Denkmal des Flavio Gioia, des angeblichen Erfinders des Kompasses
- Papiermuseum
- Bäuerliches Zitronenmuseum[4]
- Die Küstenstraße Strada Statale 163 Amalfitana gilt als eine der schönsten Europas
- Tal der Eisenhütten (Valle delle Ferriere)

## Amalfi-Preis
Der angesehene Premio Amalfi, ein europäischer Preis für Soziologie und Sozialwissenschaften, wird jährlich in Amalfi vergeben.